# Macht van een matrix
Vierkante matrices kunnen met zichzelf worden vemenigvuldigd. Men spreekt net als bij getallen van  machtsverheffen: er ontstaat een macht van een matrix. Zo is:
{\displaystyle \mathbf {A} ^{2}=\mathbf {A} \cdot \mathbf {A} } het kwadraat van {\displaystyle \mathbf {A} }
en
{\displaystyle \mathbf {A} ^{n}=\mathbf {A} \cdot \mathbf {A} \cdot \ldots \cdot \mathbf {A} }, met {\displaystyle n} factoren {\displaystyle \mathbf {A} }, de {\displaystyle n}-de macht van {\displaystyle \mathbf {A} }.

## Gesloten vorm
Als de matrix {\displaystyle \mathbf {A} } diagonaliseerbaar is, kan er een gesloten vorm voor de {\displaystyle n}-de macht van {\displaystyle \mathbf {A} } worden gevonden. Dan geldt:
{\displaystyle \mathbf {A} =\mathbf {T} \Lambda \mathbf {T} ^{-1}},
waarin {\displaystyle \Lambda } een diagonaalmatrix is. De macht van een diagonaalmatrix is snel te bepalen, omdat:
{\displaystyle \mathbf {A} ^{n}=\mathbf {T} \Lambda \mathbf {T} ^{-1}\mathbf {T} \Lambda \mathbf {T} ^{-1}\ldots \mathbf {T} \Lambda \mathbf {T} ^{-1}=\mathbf {T} \Lambda ^{n}\mathbf {T} ^{-1}}.

## Voorbeelden

### Berekening
Bepaal de {\displaystyle n}-de macht van de matrix
{\displaystyle \mathbf {A} ={\begin{bmatrix}2&0&0\\-2&3&0\\0&2&1\\\end{bmatrix}}}
Alle elementen boven de diagonaal zijn gelijk aan 0 en de diagonaalelementen zijn alle verschillend, zodat de diagonaalelementen ook de eigenwaarden zijn. Voor een diagonaalvorm van {\displaystyle \mathbf {A} } kan men dus nemen:
{\displaystyle \Lambda ={\begin{bmatrix}1&0&0\\0&2&0\\0&0&3\\\end{bmatrix}}}
De transformatie {\displaystyle \mathbf {T} } wordt bepaald door de eigenvectoren van {\displaystyle \mathbf {A} }. Dit zijn: (0,0,1), (1,2,4) en (0,1,1), zodat:
{\displaystyle \mathbf {T} ={\begin{bmatrix}0&1&0\\0&2&1\\1&4&1\\\end{bmatrix}}}
Nu volgt:
{\displaystyle \mathbf {A} ^{n}=\mathbf {T} \Lambda ^{n}\mathbf {T} ^{-1}={\begin{bmatrix}0&1&0\\0&2&1\\1&4&1\\\end{bmatrix}}{\begin{bmatrix}1^{n}&0&0\\0&2^{n}&0\\0&0&3^{n}\\\end{bmatrix}}{\begin{bmatrix}-2&-1&1\\1&0&0\\-2&1&0\\\end{bmatrix}}={\begin{bmatrix}2^{n}&0&0\\-2(3^{n}-2^{n})&3^{n}&0\\-2(3^{n}-2^{n+1}+1)&3^{n}-1&1\\\end{bmatrix}}}

### Rij van Fibonacci
Voor het bepalen van het getal {\displaystyle f(n)} in de rij van Fibonacci is de {\displaystyle (n-1)}-ste macht van de volgende matrix nodig:
{\displaystyle \mathbf {A} ={\begin{bmatrix}1&1\\1&0\\\end{bmatrix}}}
De eigenwaarden van de diagonaalvorm {\displaystyle \Lambda } zijn de oplossingen {\displaystyle \lambda } van de karakteristieke vergelijking:
{\displaystyle \det(\mathbf {A} -\lambda \mathbf {I} )={\begin{vmatrix}1-\lambda &1\\1&-\lambda \\\end{vmatrix}}=-\lambda (1-\lambda )-1=\lambda ^{2}-\lambda -1=0},
met oplossingen:
{\displaystyle \lambda _{1}={\frac {1-{\sqrt {5}}}{2}},\ \lambda _{2}={\frac {1+{\sqrt {5}}}{2}}}.
De eigenvectoren bepalen de matrix:
{\displaystyle \mathbf {T} ={\begin{bmatrix}\lambda _{1}&\lambda _{2}\\1&1\\\end{bmatrix}}}
Dus:
{\displaystyle \mathbf {A} ^{n-1}=\mathbf {T} \Lambda ^{n-1}\mathbf {T} ^{-1}={\begin{bmatrix}\lambda _{1}&\lambda _{2}\\1&1\\\end{bmatrix}}{\begin{bmatrix}\lambda _{1}&0\\0&\lambda _{2}\\\end{bmatrix}}^{n-1}{\begin{bmatrix}{\frac {-1}{\sqrt {5}}}&{\frac {\lambda _{2}}{\sqrt {5}}}\\{\frac {1}{\sqrt {5}}}&{\frac {-\lambda _{1}}{\sqrt {5}}}\\\end{bmatrix}}={\begin{bmatrix}\lambda _{1}^{n}&\lambda _{2}^{n}\\\lambda _{1}^{n-1}&\lambda _{2}^{n-1}\\\end{bmatrix}}{\begin{bmatrix}{\frac {-1}{\sqrt {5}}}&{\frac {\lambda _{2}}{\sqrt {5}}}\\{\frac {1}{\sqrt {5}}}&{\frac {-\lambda _{1}}{\sqrt {5}}}\\\end{bmatrix}}}
Hiervan is het element linksboven nodig. Dit levert:
{\displaystyle f_{n}={\frac {1}{\sqrt {5}}}(\lambda _{2}^{n}-\lambda _{1}^{n})={\frac {1}{\sqrt {5}}}\left(\left({\frac {1+{\sqrt {5}}}{2}}\right)^{n}-\left({\frac {1-{\sqrt {5}}}{2}}\right)^{n}\right)}